# Franciszek Frączek
Franciszek Frączek, pseudonim artystyczny Słońcesław z Żołyni (ur. 25 stycznia 1908 w Żołyni, zm. 4 lipca 2006 w Krzemienicy) – polski malarz i grafik.

## Życiorys
Studiował przez rok w Akademii Sztuk Pięknych w Krakowie, a potem naukę kontynuował w gronie artystów skupionych w Szczepie Rogate Serce – grupie artystycznej czerpiącej inspirację z kultury Słowian założonej przez Stanisława Szukalskiego. Od momentu wstąpienia do Szczepu w roku 1939 aż do śmierci utożsamiał się artystycznym kredo tej grupy. Ze wszystkich uczniów Szukalskiego był najbardziej konsekwentny i najdalej poszedł w realizacji założonych przez niego haseł. Stworzył własny i niepowtarzalny styl, sztukę o rodowodzie polskim, słowiańskim. W swojej twórczości inspirację czerpał z pogańskiej historii słowiańszczyzny oraz z kultury i tradycji ludowej. W życiu kierował się maksymą: Jeżeli zgubiłeś drogę i chcesz ją odnaleźć posłuchaj tętna tej ziemi. Jeśli ogłuchłeś na jej głos, szukaj jej w mitach ludu. Wydał dwa zbiory legend z okolic Łańcuta. Do momentu śmierci był ostatnim żyjącym członkiem Szczepu.
Miał liczne wystawy indywidualne oraz zbiorowe w kraju i za granicą m.in. w Nowym Jorku, Lwowie, Wilnie, Chicago, Paryżu, Poznaniu, Warszawie, Krakowie, Gdańsku i Lublinie.
W latach 30. udzielał się w wiejskim ruchu młodzieżowym. Podczas II wojny światowej działał w ruchu oporu i w tajnym nauczaniu.

## Nagrody i wyróżnienia
- 1968 – Nagroda Wojewódzkiej Rady Narodowej
- 1976 – Złota Odznaka ZPAP
- 1979, 1981 – Odznaka „Zasłużony Działacz Kultury”
- 1982 – Nagroda Ministra Kultury i Sztuki
- 1985 – Złoty Krzyż Zasługi
- 1987 – Wpis do „Księgi zasłużonych dla województwa rzeszowskiego”[2]
- 1988 – Nagroda Ministra Kultury i Sztuki – Jubileusz pracy twórczej
- 1991 – Medal im. Franciszka Kotuli[3].